# Boreoeutheria
I boreoeuteri (Boreoeutheria) sono un clado composto dai superordini Laurasiatheria ed Euarchontoglires. Il nome scientifico deriva dalle parole greche Βορέας (Boreas, "Nord"), εὐ- (eu-, "vero") e θηρίον (thēríon, "bestia") e significa "vere bestie del Nord", dato che si ritiene che la linea evolutiva di questi animali abbia avuto origine nell'emisfero boreale. Il raggruppamento è ben supportato dalle analisi della sequenza del DNA, oltre che da studi di presenza/assenza di retrotrasposoni. Comparvero nel Cretaceo.
|               | Atlantogenata                                                       |
|               |                                                                     |
| Boreoeutheria | \| \| Euarchontoglires \| \| \| \| \| \| Laurasiatheria \| \| \| \| |
|               | \| \| Euarchontoglires \| \| \| \| \| \| Laurasiatheria \| \| \| \| |
|               | Euarchontoglires                                                    |
|               |                                                                     |
|               | Laurasiatheria                                                      |
|               |                                                                     |

|  | Euarchontoglires |
|  |                  |
|  | Laurasiatheria   |
|  |                  |

## Classificazione
Classe Mammalia
- Clade Boreoeutheria
  - Superordine: Euarchontoglires
    - clade Euarchonta
      - Ordine Scandentia: toporagni arboricoli
      - Ordine Dermoptera: lemuri volanti o colughi
      - Ordine Primates: lemuri, galagoni, scimmie antropomorfe, uomo

    - clade Glires
      - Ordine Lagomorpha: pika, conigli, lepri
      - Ordine Rodentia: roditori

  - Superordine: Laurasiatheria
    - Ordine Erinaceomorpha
    - Ordine Soricomorpha
    - Ordine Artiodactyla:ungulati a dita pari (comprendenti maiali, ippopotami, cammelli, giraffe, cervi, antilopi, bovini, pecore, capre).
    - Ordine Cetacea: balene, delfini e focene
    - Ordine Carnivora: carnivori
    - Ordine Chiroptera: pipistrelli
    - Ordine Perissodactyla:ungulati a dita dispari, comprendenti cavalli, asini, zebre, tapiri e rinoceronti.
    - Ordine Pholidota: pangolini o formichieri squamosi

Recententi evidenze filogenetiche suggeriscono la unificazione degli  ordini Cetacea  ed Artiodactyla in un unico ordine: Cetartiodactyla.